# ミュウツー
ミュウツーは、ポケットモンスターシリーズに登場する1025種のポケモン（架空の生物）のうちの一種で、任天堂、クリーチャーズとゲームフリークの登録商標（第4297120号ほか）。

## 特徴
遺伝子工学によって、ミュウの遺伝子をベースに様々なポケモンのデータを加えた結果造り出された、人工のポケモン。電子工学を駆使して作られたポリゴンとは異なり、正真正銘の生体である。身体を構成する遺伝子はミュウのものとほとんど同じだが、ミュウよりも遥かに大型で、手足や尻尾もより長く強靭となった人型に近い外見をしている。また首の後ろには頭部と体をつなぐ管が存在するが、何の器官なのかは不明。
遺伝子操作によって極限まで戦闘能力を高められた結果、目の前の敵を倒すことしか考えられない、闘いのためだけに存在する生命体と化している。闘いで力を最大限に出せるよう、普段は洞窟深くで少しも動かず眠りにつき、エネルギーを貯めている。その性格はポケモンで最も凶暴であり、優しい心は存在しないと言われている。
グレンタウンのポケモン研究所の研究員に捕獲された幻のポケモン「ミュウ」から生み出されたポケモンであり、遺伝子操作を行ったミュウが産んだとされる。グレン島のポケモン屋敷のあちこちに4冊の研究日記があり、『ミュウが子供を産み、産まれた子供をミュウツーと呼ぶことになった』『ミュウツーは強すぎる。我々の手には負えない』という趣旨の文が残されている。なお、これによるとゲーム本編におけるミュウツーの誕生日は2月6日とされる。
また、初期のデザインは頭身が低めでややデフォルメされた外見だが、金銀以降からは頭身が上がって全体的にスリムになりアニメ版に基づいたデザインとなった。

## ゲームでのミュウツー

### RPG本編でのミュウツー
初登場である『赤・緑』およびリメイク版『ファイアレッド・リーフグリーン』では、「ハナダのどうくつ」の最深部に1匹のみ生息している。初期レベルは70とかなり高い。非常に能力値が高くて特に「とくこう」（『赤・緑』当時は「とくしゅ」）は作品が第9世代となってなおトップクラスで、当時は最強のポケモンといわれており、当時のポケモン評論家筋からは「1匹だけでもバランスブレイカーなのに、これ6匹で固めたパーティなど論外」という趣旨の論評を書かれていた。後の作品においても「強さ」の象徴として扱われ、外伝作品ではラストボスに位置付けられていることも多い。
作中の神話や伝説で語られる存在ではないが、『ポケモンスタジアム』及び本編シリーズ第3世代以降のゲームシステムとしては「伝説のポケモン」、更にその中でもゲーム内施設やインターネット通信において使用制限が掛かる特別な伝説のポケモンの一体として扱われている。
また、グレン島のポケモン屋敷にミュウ及びミュウツーに関連した記述のある日記が残る。「7がつ5か」に南アメリカ・ギアナのジャングルの奥地で新種のポケモンが見つかり、「7がつ10か」に発見者がミュウと命名、「2がつ6か」に子供であるミュウツーを産み、「9がつ1にち」にミュウツーが強すぎて手に負えないという記述がある。
『金・銀・クリスタル』では野生では登場しないが、その名残か、かつての「ハナダのどうくつ」付近の水中には「はかいのいでんし」という道具が落ちている。リメイク版『ハートゴールド・ソウルシルバー』では、オリジナル版にあった「はかいのいでんし」が消失したが、「ハナダのどうくつ」には入れるようになり、ミュウツーも登場した。レベルは『赤・緑』系統と同じく70となっている。なお、同作の連れ歩きシステムではミュウツーも普通のポケモンと同じような反応をするため、図鑑テキストにそぐわない可愛らしい一面を見せることもある。
『X・Y』では「メガミュウツーX」、「メガミュウツーY」へとメガシンカを遂げる。殿堂入り後、ポケモンの村の奥にある「ななしの洞窟」でひっそりと佇んでいる。レベルは70。捕獲すると『X』なら「ミュウツナイトX」、『Y』なら「ミュウツナイトY」が入手できる。ウルップによると強すぎる力ゆえに周囲に馴染めずポケモンの村に来たとのこと。ミュウツーとの戦闘には初代『赤・緑』の戦闘BGMのアレンジが使われており、洞窟の名前も「ななしの洞窟（『赤・緑』当時は「ハナダのどうくつ」とは攻略本などで使われていた仮名で、タウンマップを使うと出る名称は「ななしのどうくつ」であった。『ファイアレッド・リーフグリーン』以降は「ハナダのどうくつ」が公式名称となっている）」であったりと随所に『赤・緑』当時のオマージュが使われている。『ウルトラサン・ウルトラムーン』では「にちりんのさいだん」（「がちりんのさいだん」）からウルトラワープライドで行ける「ウルトラスペースゼロ 平地の世界」に出現。『ソード・シールド』では有料追加コンテンツ(エキスパンション・パス)「冠の雪原」のマックスダイ巣穴を調査する『ダイマックスアドベンチャー』に出現。『ブリリアントダイヤモンド・シャイニングパール』では殿堂入り後に行けるハマナスパークに出現（いでんしのせきばんが必要）。
メガミュウツーX
タイプ：エスパー/かくとう、高さ：2.3m、重さ：127.0kg、特性：ふくつのこころ
大型・重量かつよりがっしりとした姿になり、腕や足がメガシンカ前に比べ太くなった。一方で尻尾は短くなり、瞳の色も紫から青に変わる。これまでのミュウツーにはない肉弾戦の強さを感じさせる形態となった。「こうげき」がさらに伸びを見せるようになった。デオキシス・アタックフォルムやブラックキュレムの「こうげき」をさらに超え、『X・Y』までの全ポケモン中最も高い数値になる。「とくこう」含めて他の能力値も減少はしておらず、物理・特殊問わず二刀流で攻撃ができるステータスとなっている。なお、映画には未登場。
メガミュウツーY
タイプ：エスパー、高さ：1.5m、重さ：33.0kg、特性：ふみん
Xとは対照的に小型・軽量かつシャープな姿へと変貌し、太い尻尾が無くなり、後頭部よりそれとほぼ同様の形状をした触手状器官が発生、これにより強力なサイコパワーを操る。首にあった管がなくなって頭頂部にアーチ状の管が生じている。また、瞳の色が紫から赤に、指先が紫色に変化している。この形態では「とくこう」が更に上昇する。これはデオキシス・アタックフォルムやホワイトキュレムのとくこうをさらに超え、『X・Y』までにおいて全ポケモン中最も高い数値になる。「すばやさ」も上昇するが、「ぼうぎょ」は通常のミュウツーよりも低下する。最初に発表されたのはこちらの方の形態で、後述のように映画『神速のゲノセクト』にも登場（演 - 高島礼子）。

### 大乱闘スマッシュブラザーズでのミュウツー
シリーズ第1作目『大乱闘スマッシュブラザーズ』では一切登場していないが、開発段階ではプレイヤーキャラクターの候補として挙がっていた。
『大乱闘スマッシュブラザーズDX』では隠しファイター（プレイアブルキャラクター）として初登場。声は劇場版などと同じく市村正親が担当しており、劇場版を意識した台詞を喋る。
『大乱闘スマッシュブラザーズX』では、ファイターとしては不参加だが、観賞用フィギュアの一つとして登場。
『大乱闘スマッシュブラザーズ for Nintendo 3DS / Wii U』ではダウンロードコンテンツによる追加キャラクターとして参戦することが2014年10月24日に発表され、2015年4月15日に両機種購入者特典としての無料配信、4月28日からは有料配信がなされている。「最後の切りふだ」は、メガミュウツーYにメガシンカした後に前方に「サイコブレイク」を放つ。製作当時に市村が胃がんにより舞台を降板していたため、声優が藤原啓治に変更された。
『大乱闘スマッシュブラザーズ SPECIAL』にも参戦。声優は引き続き藤原が担当したが、藤原は発売後の2020年に死去したため、『スマブラ』における生前で最後の出演となった。
エスパータイプを意識したキャラ設定がなされ、常時「ねんりき」によって浮遊していて滑るように動き、アイテムも直接持たずに浮かして所持する。ふんわりとしたモーションで、上必殺ワザ「テレポート」や空中緊急回避では瞬間移動となって透明になるなどトリッキーな動きがしやすく、ジャンプ力が高くて復帰力も高い。地上での攻撃力は高いものが多く、通常必殺ワザ「シャドーボール」は各キャラクターの飛び道具中でも絶大な威力を誇る（同時に牽制にも利用できる）。念力を用いた投げワザの威力も高く、上投げ・後ろ投げで相手を場外へ吹っ飛ばすことも可能。弱点は浮遊しているため踏ん張りがきかずふっとばされやすいことで、原作を踏襲した高い身長ゆえに当たり判定も大きく、防御面が弱く設定されている。また、混戦向けのワザが少なく設定されており、前述の防御面の低さも相まって意図的に混戦が苦手な設定とされている。
『for』以降は「強いんだけど軽い」をコンセプトに『DX』の特徴をより尖らせたものとなっており、攻撃面の強化や防御面の弱化をより極端に調整している。なお、「最後の切りふだ」がメガミュウツーXではなくメガミュウツーYになったのは、パワータイプであるメガXの仕様や怪力で殴り掛かるといったメガXの攻撃手段が『スマブラ』でのミュウツーのコンセプトに合わないと判断されたためである。

### ポッ拳でのミュウツー
『ポッ拳 POKKÉN TOURNAMENT』ではミュウツーに「黒共鳴石」が侵食した「ダークミュウツー」と、「黒共鳴石」が外れたミュウツーの2体がバトルポケモンとして参戦している。ダークミュウツーは自身のHPを豪快に削りながら相手を攻めるキャラで、共鳴バーストでメガダークミュウツーXに進化する。その共鳴バーストのために必要な共鳴ゲージ量が最も少ないクラスであることも強み。
反面、「ミュウツー」の方はポケモンわざを使うたびに自身の共鳴ゲージを消費する上に、全キャラクターで最も共鳴バーストのためにゲージが必要でダークミュウツーの4倍の量を必要とする。そういったハンデを持つものの、基本性能の高さで闘う強力なポケモンである。

### ポケモンスタジアムでのミュウツー
初代『ポケモンスタジアム』でのミュウツーはプレイヤーが使えないポケモンだったが、3Dデータは収録されており、図鑑などで閲覧できた。
『ポケモンスタジアム2』ではセンターを大きく飾るパッケージポケモンとなった。作中では「ミュウツーをたおせ」という最終ステージがあり、ゲームのラストボスにあたる存在であった。モードでは同作のCMにおいては、女性が「やっぱりミュウツーよね」と発言し周囲の子供が「えー」と唖然とする演出が存在し、攻略本においてはその台詞がキャッチコピーのごとく頻繁に使われた。
『ポケモンスタジアム金銀』でも同じように、事実上の最終ボスの一角を担った。同作でのラストバトルにあたる「ライバルをたおせ」では、同作のパッケージを飾るルギア・ホウオウと共に、ミュウツーを含めた3体が相手の手持ちとなっている。
「ミュウツー/ライバルをたおせ」以外のモードでは「ウルトラカップ」と「ジムリーダーのしろ」で使用することが可能だが、「レンタルポケモン」にミュウツーは含まれておらず（『金銀』だとルギアとホウオウも同様の立場）、ゲーム本編と連動させないと使用できない。そのため、後年配信されたNINTENDO 64 Nintendo Switch Online版ではレンタルポケモンの使用しかできない都合でプレイヤー側は使用することができなくなっている。

### その他のゲームでのミュウツー
スマートフォン用アプリ「Pokémon GO」では2017年8月14日に横浜スタジアムにて開催された「ポケモンGOスタジアム」の先行実装を経て、「EXレイド」で解禁された。その後2018年9月からは伝説レイドで一般登場。

## アニメでのミュウツー
ゲーム中では凶暴で闘い以外の行動原理は存在しないと設定されているが、アニメ版では知的で哲学的な面をも併せ持つ性格となっている。

### アニメ映画でのミュウツー
劇場版ポケットモンスターは長編だけでも2019年までに22作が公開されたが、そのうちリメイクを含めて3作がタイトルに「ミュウツー」の名を冠している。劇場版のタイトルに新ポケモンの名前が使われるケースは珍しくないが、時期の異なる複数の映画において同じポケモンが繰り返しタイトルの一部になるケースは稀で、この時点でミュウツーの他には短編映画におけるピカチュウくらいしか例が無い。

#### 『ミュウツーの逆襲』関連
1998年公開の劇場版『ミュウツーの逆襲』およびその関連エピソードに登場するミュウツーは、凶暴さを見せつつも哲学的な一面を併せ持ち、知的で高度な悩みを抱え自問自答し続ける、どこか哀愁があり虚無的なポケモンとして描かれている。声優は『ミュウツーの逆襲』関連作品では特別出演の市村正親、それらにおける幼少期は『ミュウツーの逆襲 完全版』では森久保祥太郎、ラジオドラマ版『ミュウツーの誕生』では瀧本富士子が演じている。
市村が抜擢されたのは当時の総監督である湯山邦彦の熱心な推薦によるものである。市村は「ミュウツーの性格はオペラ座の怪人そのまま」と分析して演じたと語っており、実際にも脚本を担当した首藤剛志は生前のコラムにて、湯山が市村を推薦した理由を「劇団四季時代の市村の持ち役である『オペラ座の怪人』の主人公（怪人）は、才能がありながらも暗く屈折した人物像である点でミュウツーと同質の存在と捉えたため、彼が適任と考えたのだろう」と推測していた。市村はミュウツーの役を気に入り、後にミュウツーの大きな刺繍を施したシャツを自作して着用し、『大乱闘スマッシュブラザーズDX』でミュウツーのアフレコを行った際も相当な熱演であったことが現場スタッフから語られている。
久保雅一によると、「何だかこわいイメージがある」ため、「日本版ではあえて、「クローン」という言葉を避けて」いるという。
テレビアニメ本編では劇場版への伏線としてミュウツーが登場するシーンが断片的に描かれたが、ポケモンショックにより放送時期が遅れたために、該当するエピソードが放映されたのは劇場公開よりも後になってしまった。
『ミュウツーの逆襲』は後年にCGアニメ映画としてリメイクされ、2019年7月12日に『ミュウツーの逆襲 EVOLUTION』が公開された。下記『神速のゲノセクト ミュウツー覚醒』に続き、ミュウツーの名をタイトルに冠するポケモン映画となった。
映画序盤に登場する鎧状の拘束具を装着したミュウツーは1998年版では特に名称が無かったが、『EVOLUTION』版ではデザインがより重厚なものに変更されると共に「アーマードミュウツー」という名称が設定されて、公開同時期にはポケモンカードやフィギュアなどの商品展開や、『Pokemon GO』でレイドバトルでの登場などといったメディア展開がなされた。
2000年にはテレビスペシャルとして『ミュウツーの逆襲』の後日談となる『ミュウツー! 我ハココニ在リ』が放送された。この作品にてミュウツーなりに「自身の存在意義」に一つの答えを見出し、自身が生み出したコピーたちを逃がし、ミュウツー自身は1匹で旅立っていった。
また、アニメ本編では『2019年版』の46話にて登場し、サトシにとって再会を果たす。かつての自身のように人間に虐げられていたポケモン達を保護して面倒を見ており、絶海の孤島セロアイランドに身を隠していたが、ミュウツーのサイコエネルギーの反応をミュウのものと誤認したサトシとゴウが訪れることとなった。サトシとゴウはそれぞれの夢を語りだし、その後サトシの希望でポケモン勝負を挑み、ピカチュウ、エースバーン、ルカリオに圧勝する。その後、傷ついたポケモン達を連れて再び旅立ち、サトシとゴウにテレポートを使ってサクラギ博士の研究所に送り帰した。後にこの際のデータを基にゴウはミュウのサイコエネルギーを感知する道具を作り出し、プロジェクトミュウの最終局面で運用されることなった。

#### 『神速のゲノセクト ミュウツー覚醒』
『神速のゲノセクト ミュウツー覚醒』では別個体のミュウツーが登場。「覚醒」と称してメガミュウツーYへのメガシンカを行い、ゲノセクト集団の制止・説得に動く。声は特別出演の高島礼子が担当。

## 実写映画でのミュウツー
『名探偵ピカチュウ』で主要キャラクターとして登場。作中に「20年前にカントー地方から逃走した」という表現があり、『ミュウツーの逆襲』に登場するものと同一個体である可能性を意識している。人間に捕われて研究所で実験材料にされていたことから人間を悪と認識したが、実験に反対した探偵のハリー・グッドマンのことは例外と認め、研究所からの追っ手に重傷を負わされたハリーを救出、保護していた。後に父であるハリーを探しに来たティム・グッドマンと出会い、両者を引き合わせた。声は男女の二重音声となっており、原語版では星埜李奈とコタロー・ワタナベ、日本語吹き替え版では山寺宏一と木下紗華が担当した。